# 采佩利奈
采佩利奈，一译立陶宛肉圓，也稱為didžkukuliai，是用磨碎的马铃薯，其中填充絞肉、乾奶渣或蘑菇而成的餃子，是立陶宛國家代表食物，一般會是主菜
Cepelinai的命名是因為外型類似齊柏林飛船（Zeppelin）。Cepelinai一般約10公分至20公分長。萨莫吉希亚人會稱cepelinai為cepelinā。
Cepelinai煮熟後會配酸奶油醬和煙肉丁或皮肚食用。
在波蘭靠近立陶宛的苏瓦乌基（以往立陶宛大公国的領土內），會將此食品稱為kartacz。是波德拉契亞菜餚的一部份。
類似的餐點有波蘭的皮茲、瑞典的kroppkaka、阿卡迪亞的poutine râpée、挪威的raspeball、德國的马铃薯丸子（Kartoffelklöße）和義大利的马铃薯丸子（canederli）。

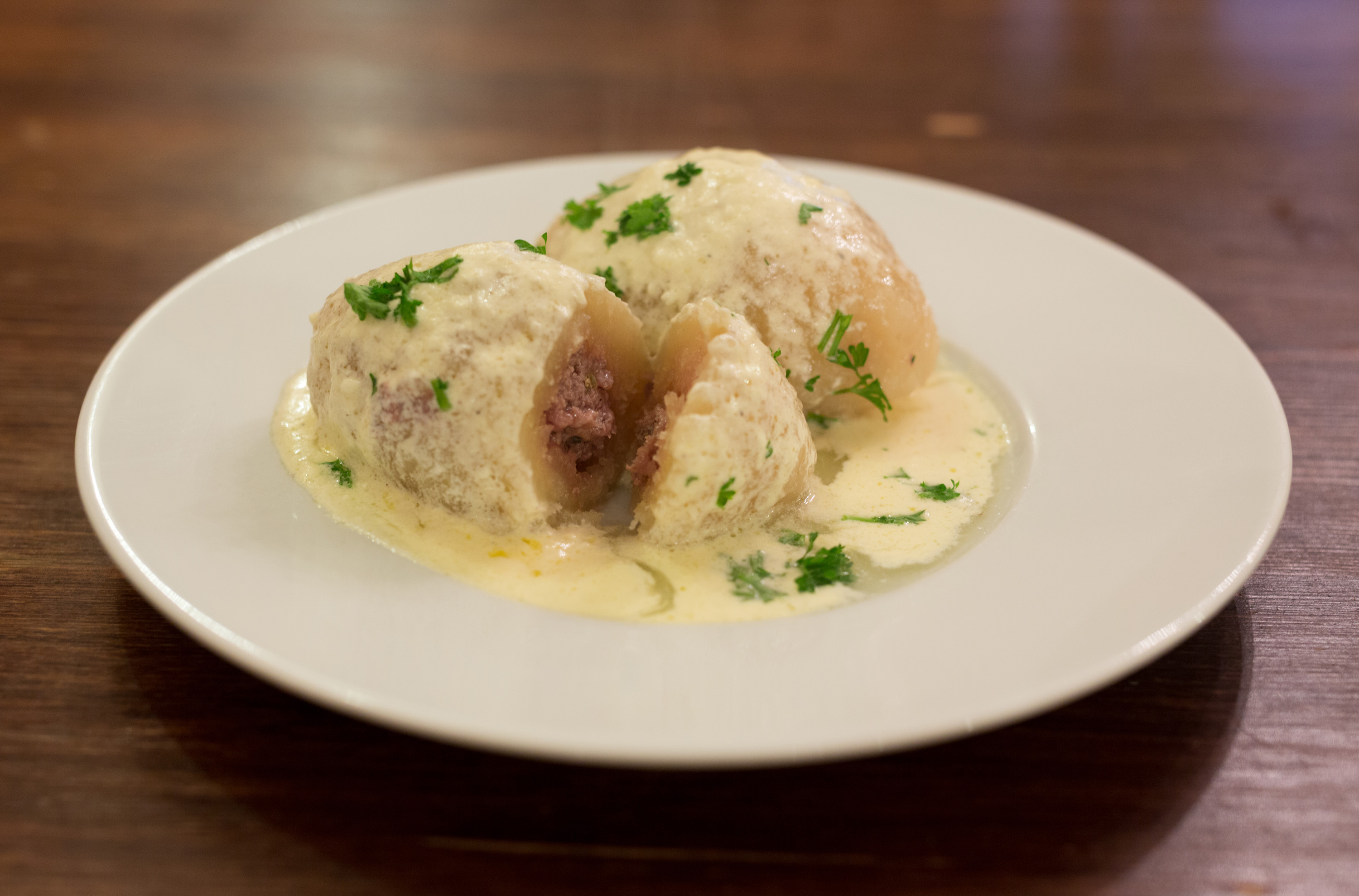
有絞肉，切開的Cepelinai
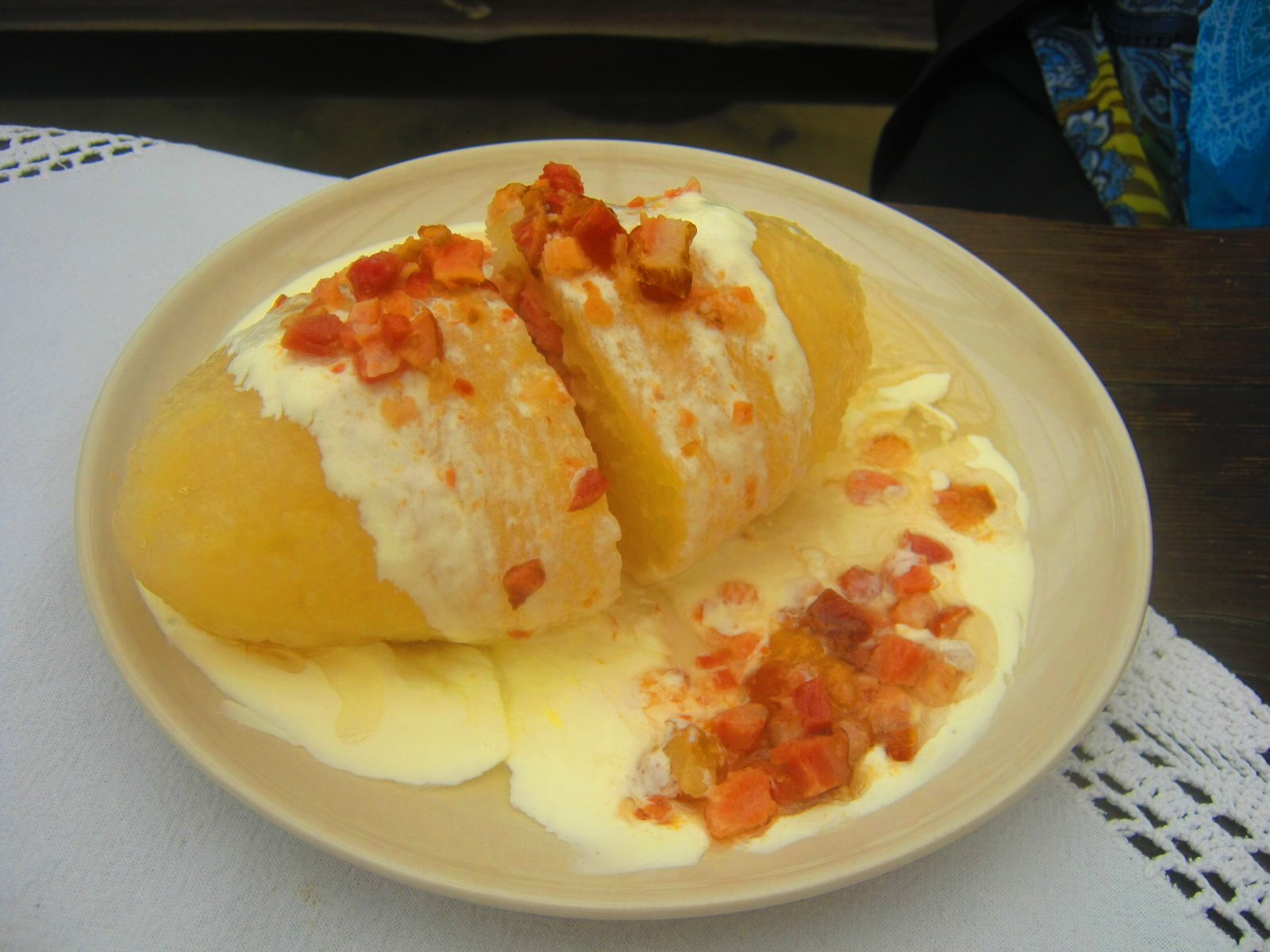
有猪肉皮（英语：Pork rind）的大cepelinas

## 外部連結
- Potato dishes of Lithuania